# 平沢嘉太郎
平沢 嘉太郎（ひらさわ かたろう、1864年（元治元年）3月14日 - 1932年（昭和7年）6月1日）は、日本の実業家。材木商、加賀銀行取締役。石川郡田井村（のちの崎浦村、現在の金沢市）出身。

## 経歴
鈴木幸作の三男として生まれるが、平澤家の養子となる。1886年(明治19年)家督を継ぎ、日本各地の林業を見聞。新しい機材を導入し、材木商として事業を拡大させる。一時は現金沢駅に隣接した土地に大きな敷地と製材所を持っていた。
1924年（大正13年）金沢で地元の資本を集めて浅野川電気鉄道（現在の北陸鉄道浅野川線）を開業させ、1925年（大正14年）には個人事業として粟崎海水浴場の設営、粟崎遊園を開園させる。
1932年(昭和7年)動脈硬化の療養中に亡くなる。